# Aristídis Akratópoulos
Aristídis Akratópoulos (en grec moderne : Αριστείδης Ακρατόπουλος) a été un joueur de tennis grec qui a disputé les tournois de simple et double messieurs de tennis lors des Jeux olympiques d'été de 1896 à Athènes.
Aristídis Akratópoulos dispute le tournoi de tennis en simple, il gagne au premier tour contre Teddy Flack. Le deuxième tour l'oppose à son compatriote Konstantínos Paspátis, qui le défait. Il participe au double messieurs avec son frère Konstantínos. Ensemble, ils s'inclinent au premier tour contre la paire Friedrich Traun - John Pius Boland.